# فرودگاه کوتلوک
فرودگاه کوتلوک  (به انگلیسی: Kwethluk Airport) یک فرودگاه همگانی با کد یاتا KWT است که یک باند فرود شن دارد و طول باند آن ۹۷۵ متر است. این فرودگاه در کشور ایالات متحده آمریکا قرار دارد و در ارتفاع ۹ متری از سطح دریا واقع شده است.